# Кікладська цивілізація
Кікладська цивілізація — археологічна культура бронзової доби, що існувала в період 3-2 тисячоліття до н. е. на грецьких островах Кіклади.

## Опис
Перші поселення людини на островах належить до часу середнього (Мавроспілія на Міконосі) і пізнього неоліту (Саліагос між Паросом та Антипаросом), тобто до 5-4 тисячоліття до н. е. В цей час на острові Мелос вже вівся видобуток обсидіана, який потім отримав розповсюдження шляхом обміну в усьому Східному Середземномор'ї.
Розквіт кікладської цивілізації належить до ранньої бронзової доби. Виникали поселення, укріплені стінами з вежами (Кастрі на острові Сірос). Поховання відбувалися у кам'яних ящиках — цистах, потім у купольних гробницях. Відомі мідні та срібні прикраси, знаряддя праці та зброя. Кераміка (амфори, глеки, піксиди з нарізною, вирізною і штампованою орнаментацією) має різний характер у різних хронологічних групах. Чудові статуетки та статуї з мармуру, що зображують воїнів, музикантів, жінок з дітьми.
Наприкінці 3 тисячоліття до н. е. з'являються перші поселення міського типу, серед них Філакопі. У 2 тисячолітті до н. е. кікладська цивілізація відчуває сильний вплив з боку мінойської та елладської цивілізації. Кераміка (піфоси, глечики) характеризується матовим розписом. Після 1400 до н. е. поширилась пізньомікенська кераміка, і кікладська цивілізація втратила свою самостійність.
Самоназва мешканців Кіклад невідома, Геродот називає їх лелегами. Народ лелеги згадується й іншими давньогрецькими джерелами, які свідчать про їх поневолення та наступну асиміляцію карійцями.

## Хронологія
| Періоди                         | Культура за Ренфрю                 |
| ------------------------------- | ---------------------------------- |
| Ранньокікладський І (ECI)       | Культура Гротта-Пелос              |
| Ранньокікладський II (ECII)     | Культура Керос-Сірос               |
| Ранньокікладський III (ECIII)   | Культура Кастрі                    |
| Середньокікладський I (MCI)     | Філакопі                           |
| Середньокікладський II (MCII)   | асиміляція мінойською цивілізацією |
| Середньокікладський III (MCIII) |                                    |
| Пізньокікладський I             |                                    |
| Пізньокікладський II            |                                    |
| Пізньокікладський III           |                                    |

## Галерея

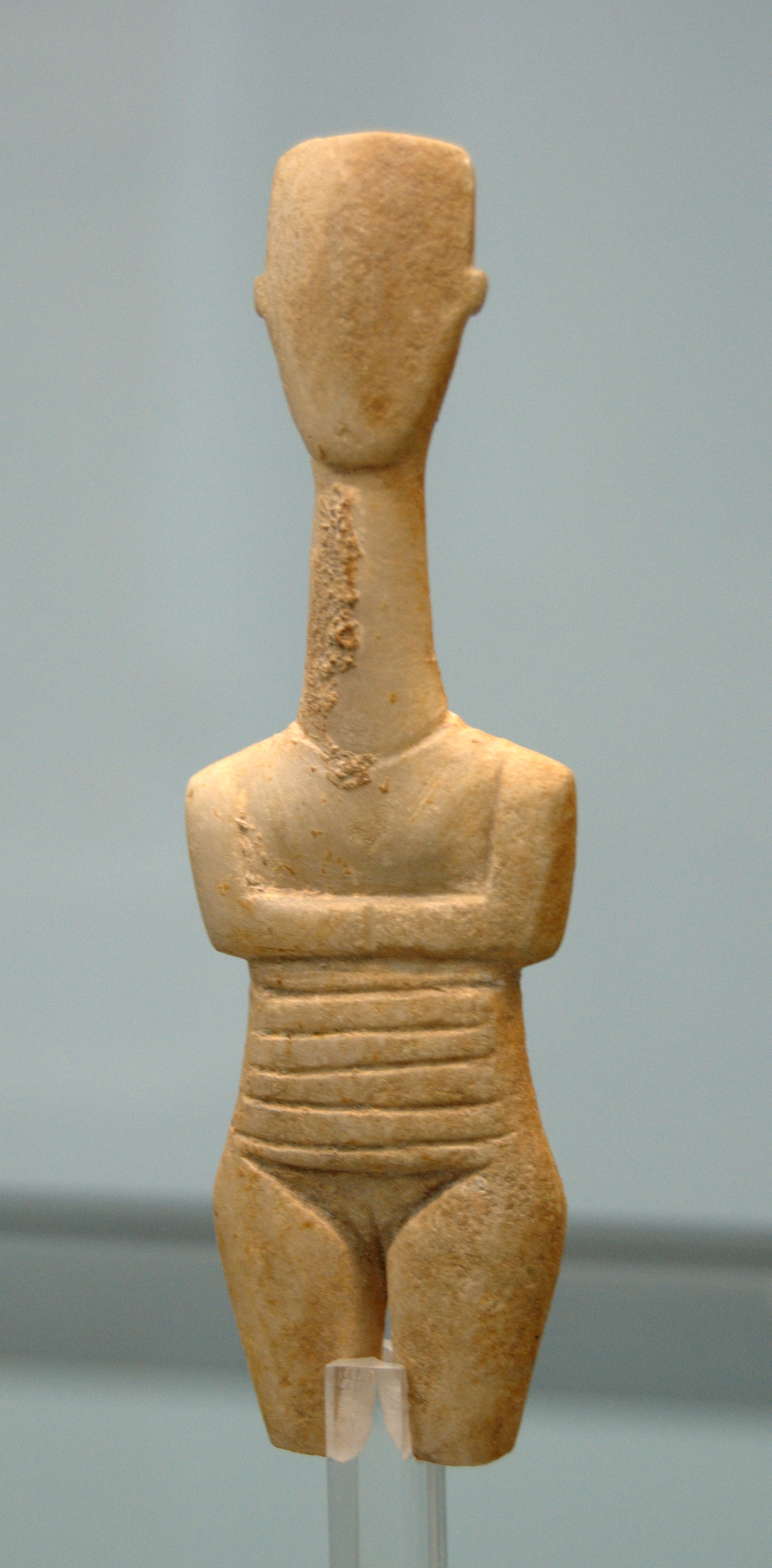
Фігурка вагітної жінки, 3 тис. до н.е.
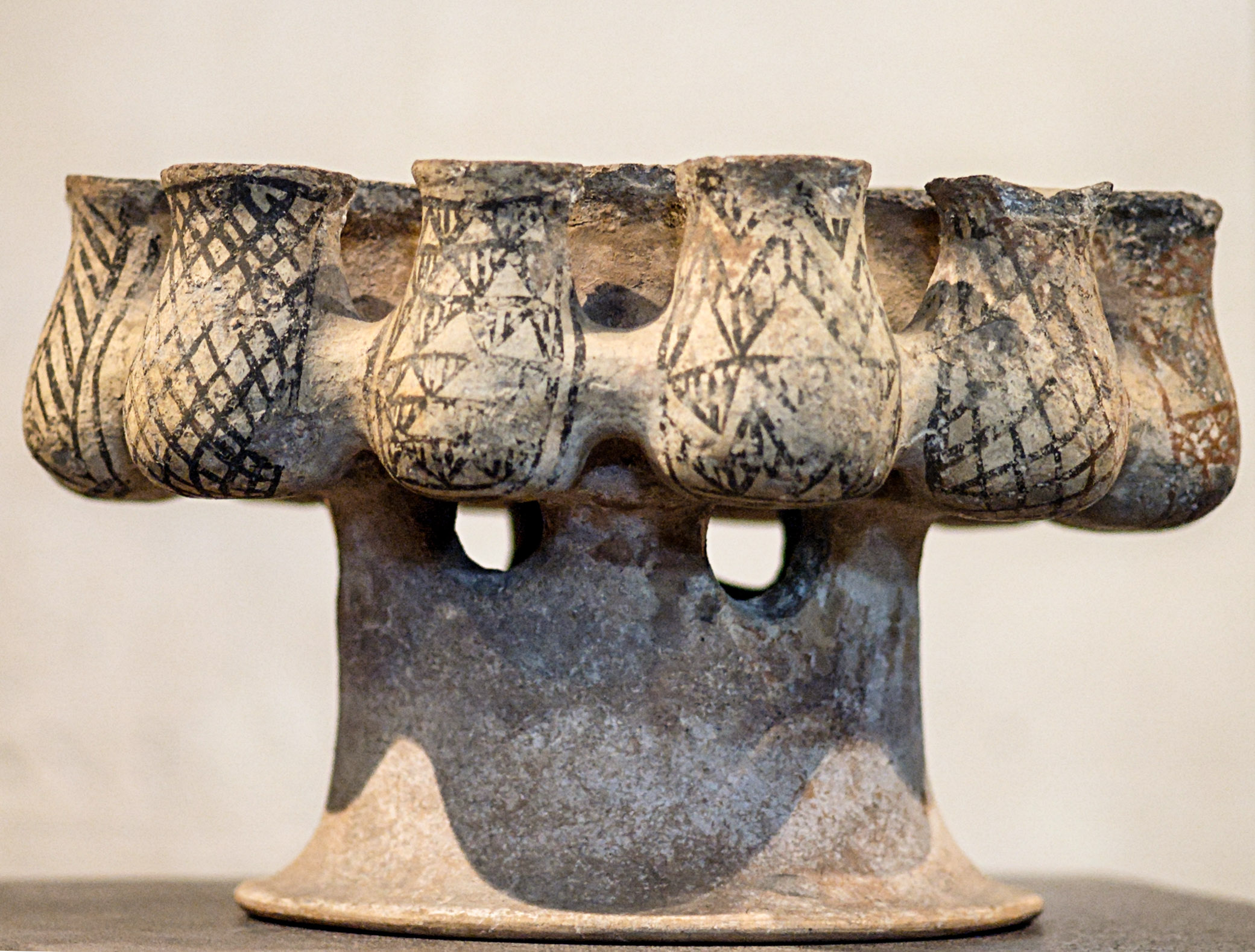
Кікладський кернос
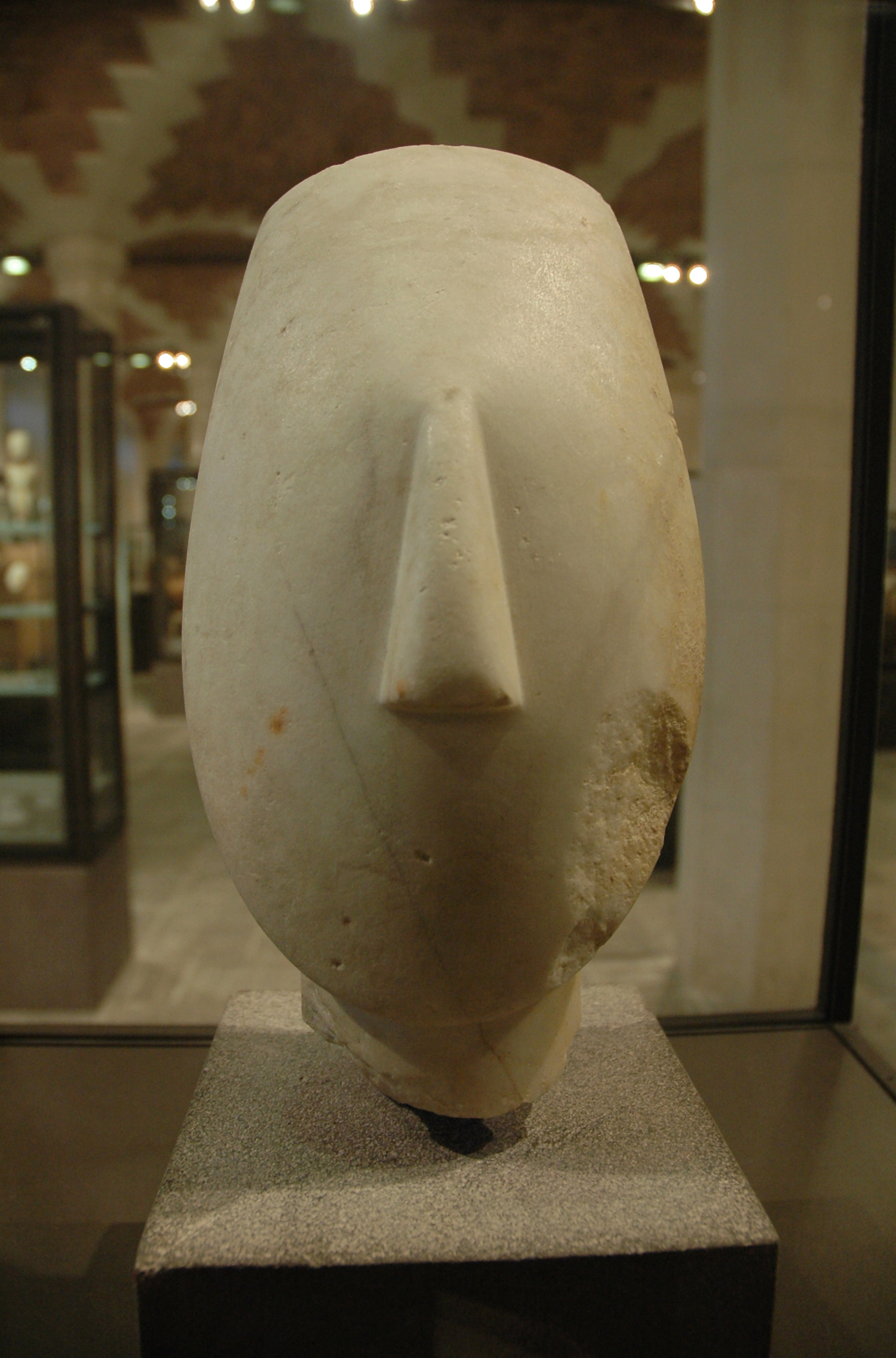
Ідол, острів Керос
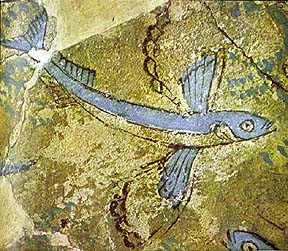
Фреска, острів Мілос